# Sigurd Berg

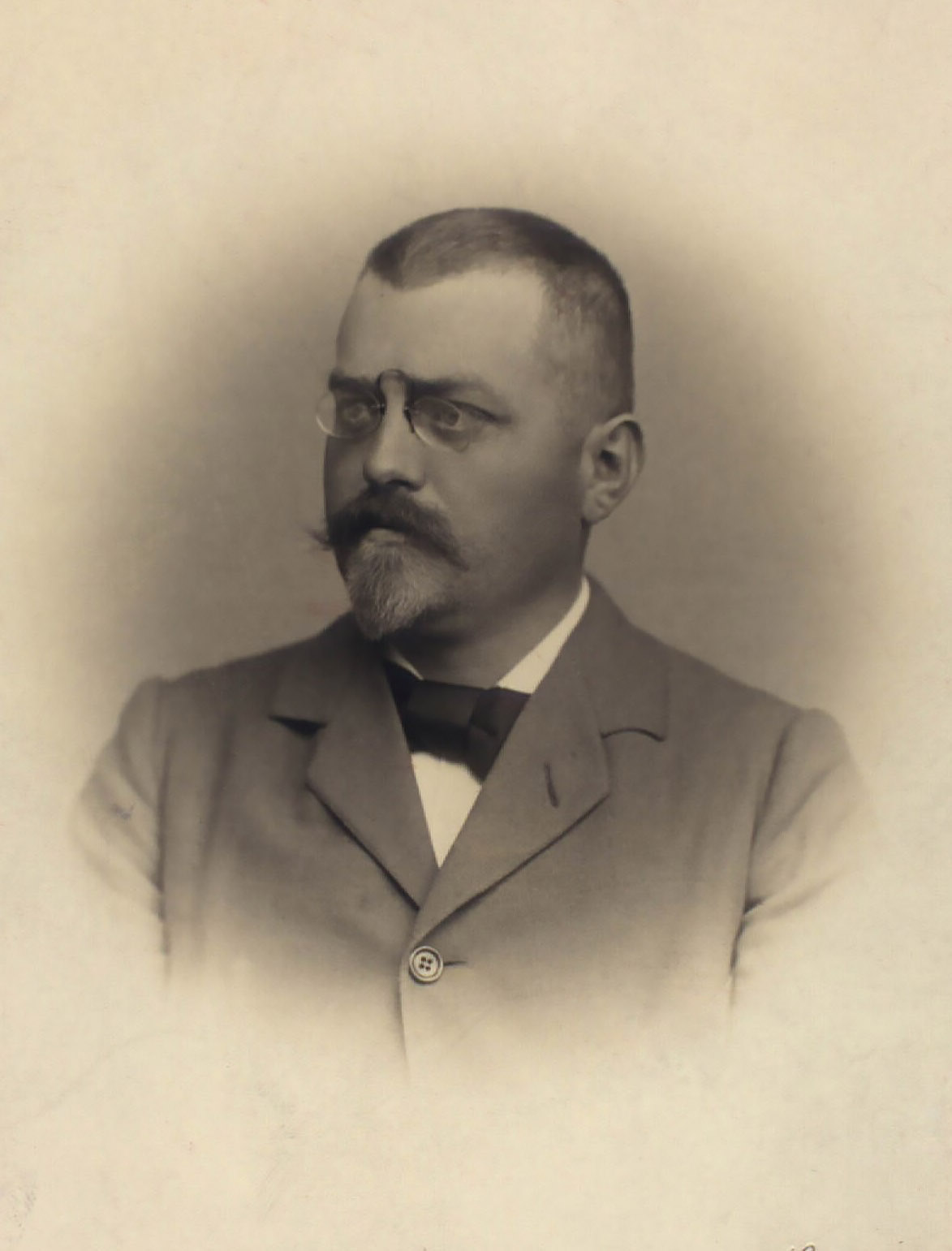
Sigurd Berg

Sigurd Berg (* 3. Juli 1868 auf Bogø; † 11. Juli 1921 in Kopenhagen) war ein dänischer Politiker und Minister. Er war der Sohn des Verlegers und Parteivorsitzenden der Venstre – Danmarks Liberale Parti Christen Berg und seiner Frau, der Verlegerin Maren Berg.

## Leben
Seine Ausbildung zum Journalisten erhielt er bei der Zeitung Kolding Folkeblad. 1892 wurde er Redaktionssekretär bei Frederiksborg Amts Avis, 1895 wurde er dort Geschäftsführer. In den Jahren 1899 bis 1905 war er Mitglied des Stadtrats in Hillerød.
Von 1901 bis 1910 war er zum ersten Mal Mitglied des Folketing, von 1905 bis 1908 Innenminister in der Christensen l.
Auf Grund des Alberti-Skandals trat Berg wie die anderen Mitglieder der Regierung von Jens Christian Christensen zurück und wurde 1910 von Rigsretten, dem Obersten Gerichtshof, mit einer Geldstrafe von 1000 Kronen belegt, weil er die Den sjællandske Bondestands Sparekasse, deren Vorsitzender Alberti bis September 1908 war, als Innenminister nicht ordnungsgemäß beaufsichtigt hatte. 1918 wurde er erneut Mitglied des Folketing und war 1920 und 1921 Innenminister in der Regierung Neergaard II.
Berg ist auf dem Vestre Kirkegård in Kopenhagen begraben.

## Auszeichnungen
Berg wurde 1905 Ritter des Dannebrogordens und erhielt 1907 den Dannebrogsmændenes Hæderstegn (Ehrenzeichen der Dannebrog-Träger). 1908 erhielt er das Kommandeurskreuz 2. Klasse und wenige Tage vor den Wahlen zum Folketing im September 1920 erhielt er das Kommandeurskreuz 1. Klasse.
In Skjern wurde ihm zu Ehren ein Gedenkstein errichtet.